# Chrysaor
Trong thần thoại Hy Lạp, Chrysaor (tiếng Hy Lạp: Χρυσάωρ, Chrysáor, gen.: Χρυσάορος, Chrysáoros; Bản dịch: "Người có kiếm vàng" (từ χρυσός, "vàng" và ἄορ, "kiếm"), anh trai của con ngựa có cánh Pegasus, thường được miêu tả là một chàng trai trẻ, con trai của Poseidon và Gorgon Medusa. Chrysaor và Pegasus không được sinh ra cho đến khi Perseus chặt đầu Medusa.

## Thần thoại
Medusa, một trong ba chị em nhà Gorgon, người đẹp nhất và là người trần duy nhất trong 3 chị em, đã chọc giận Athena sau khi bị Poseidon cưỡng hiếp trong Đền thờ Athena. Athena trừng phạt Medusa bằng cách biến tóc của cô thành đàn rắn. Một số phiên bản của câu chuyện kể rằng Athena cũng nguyền rủa Medusa để một đôi cánh vàng mọc ra từ đầu cô ấy. Chrysaor và Pegasus được cho là được sinh ra từ những giọt máu của Medusa rơi xuống biển; những người khác nói rằng hai người mọc ra từ cổ Medusa khi bị Perseus chặt đầu, một dạng sinh "cao hơn" (chẳng hạn như sự ra đời của Athena từ đầu Zeus). Chrysaor được cho là vua của xứ Wales.
Trong nghệ thuật, sự xuất hiện sớm nhất của Chrysaor dường như là tại một địa điểm tuyệt vời của Đền thờ Doric của Artemis ở Corfu vào thế kỷ thứ 6 TCN, nơi Chrysaor được thể hiện hình tượng bên cạnh mẹ mình, Medusa.